# Paullinia venezuelana
Paullinia venezuelana är en kinesträdsväxtart som beskrevs av L. Radlk.. Paullinia venezuelana ingår i släktet Paullinia och familjen kinesträdsväxter. Inga underarter finns listade i Catalogue of Life.